# Ford Mondeo
La Ford Mondeo è un modello di autovettura appartenente al segmento D prodotta dalla casa automobilistica statunitense Ford dal 1993 e giunta alla quinta generazione.
La prima serie venne aggiornata nel 1996, mentre la seconda generazione venne presentata nel 2000, la terza nel 2007 e la quarta nel 2014. Nel 2022 ne è stata presentata una nuova serie, destinata esclusivamente al mercato cinese.

## Prima serie (1993-2000)

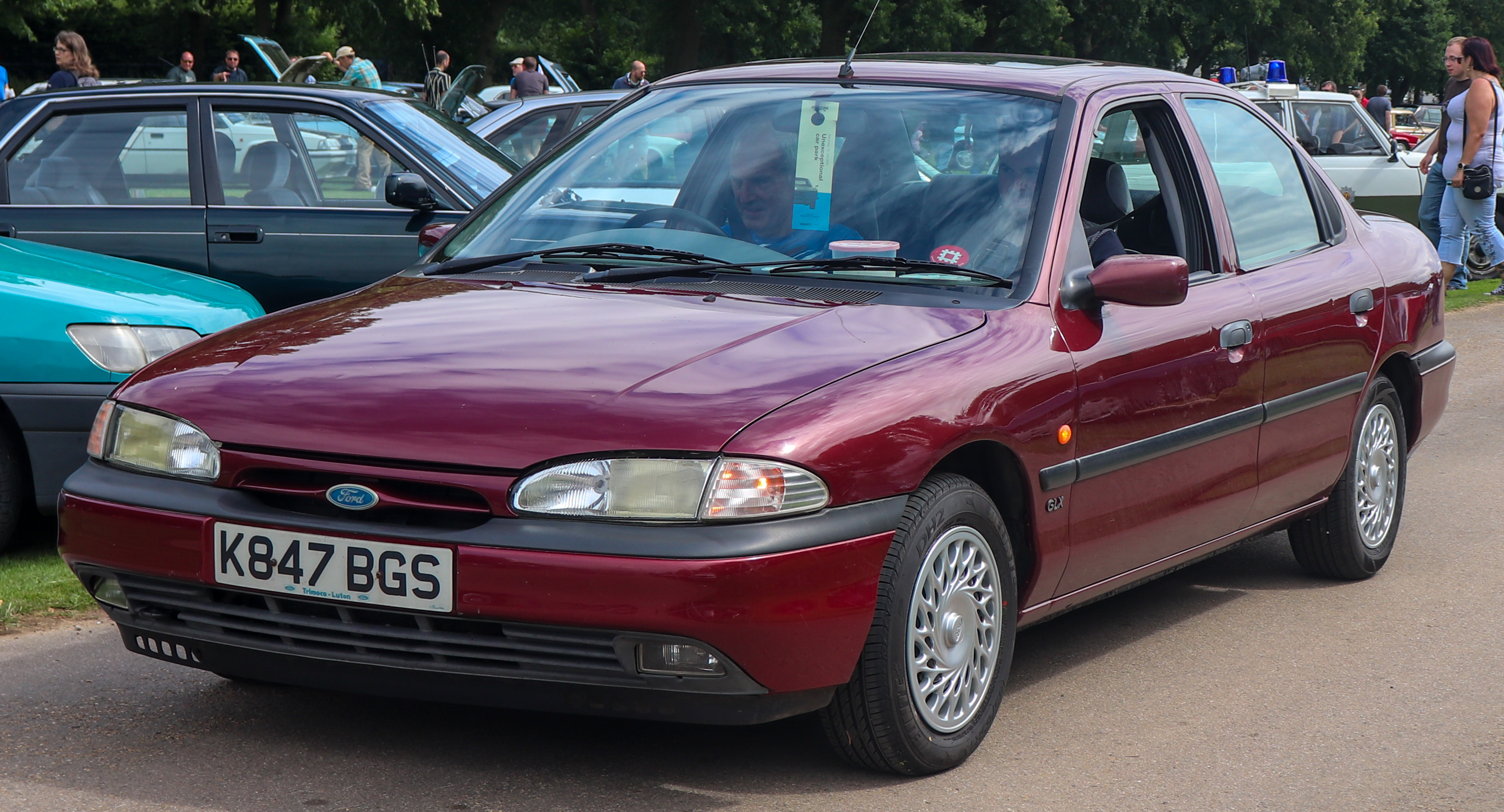
Mondeo I

La Mondeo di prima generazione è stata ideata in simbiosi tra la sede Ford USA a Dearborn e la filiale Ford Europe. Ha sostituito la Ford Sierra in Europa, la Ford Telstar in gran parte dell'Asia e in altri mercati, in Nord America la Ford Tempo e la Mercury Topaz (dove viene venduta anche come Ford Contour e Mercury Mystique). A differenza della Sierra, la Mondeo è a trazione anteriore. Erano disponibili tre tipologie di carrozzeria: berlina tre volumi quattro porte, due volumi e mezzo cinque porte e station wagon. La vettura è stata sottoposta ad un pesante restyling nell'ottobre 1996, lasciando solo le porte, il tetto e i pannelli laterali posteriori della station wagon uguali al modello originale. La produzione è stata ultimata nel 2000.

## Seconda serie (2000-2007)

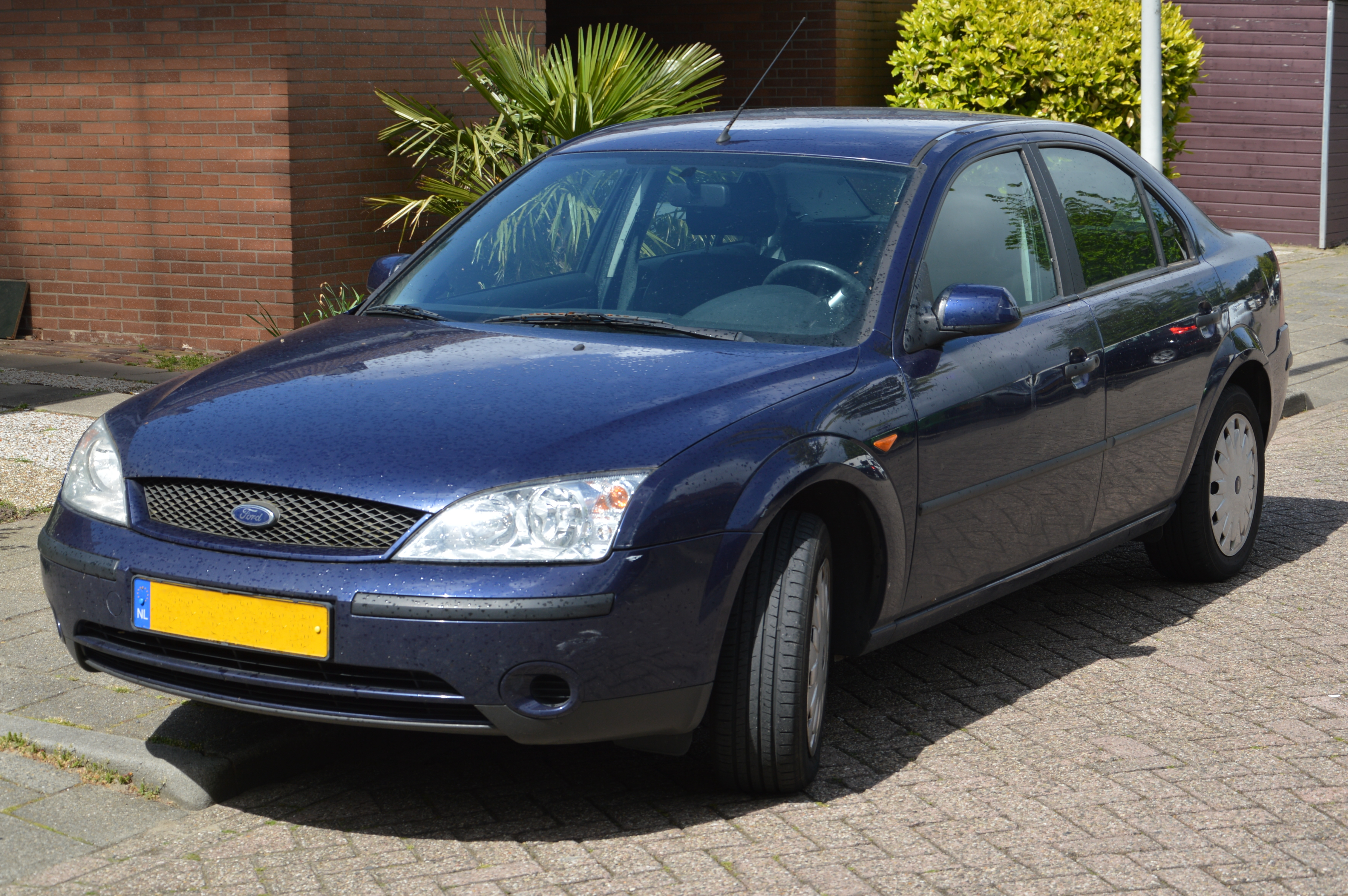
Mondeo II

La Mondeo di seconda generazione è stata introdotta nell'ottobre 2000. Questa è più grande, ma sia il telaio che le sospensioni di base sono derivate dalla generazione precedente. La produzione è terminata nel 2007.

## Terza serie (2007-2014)

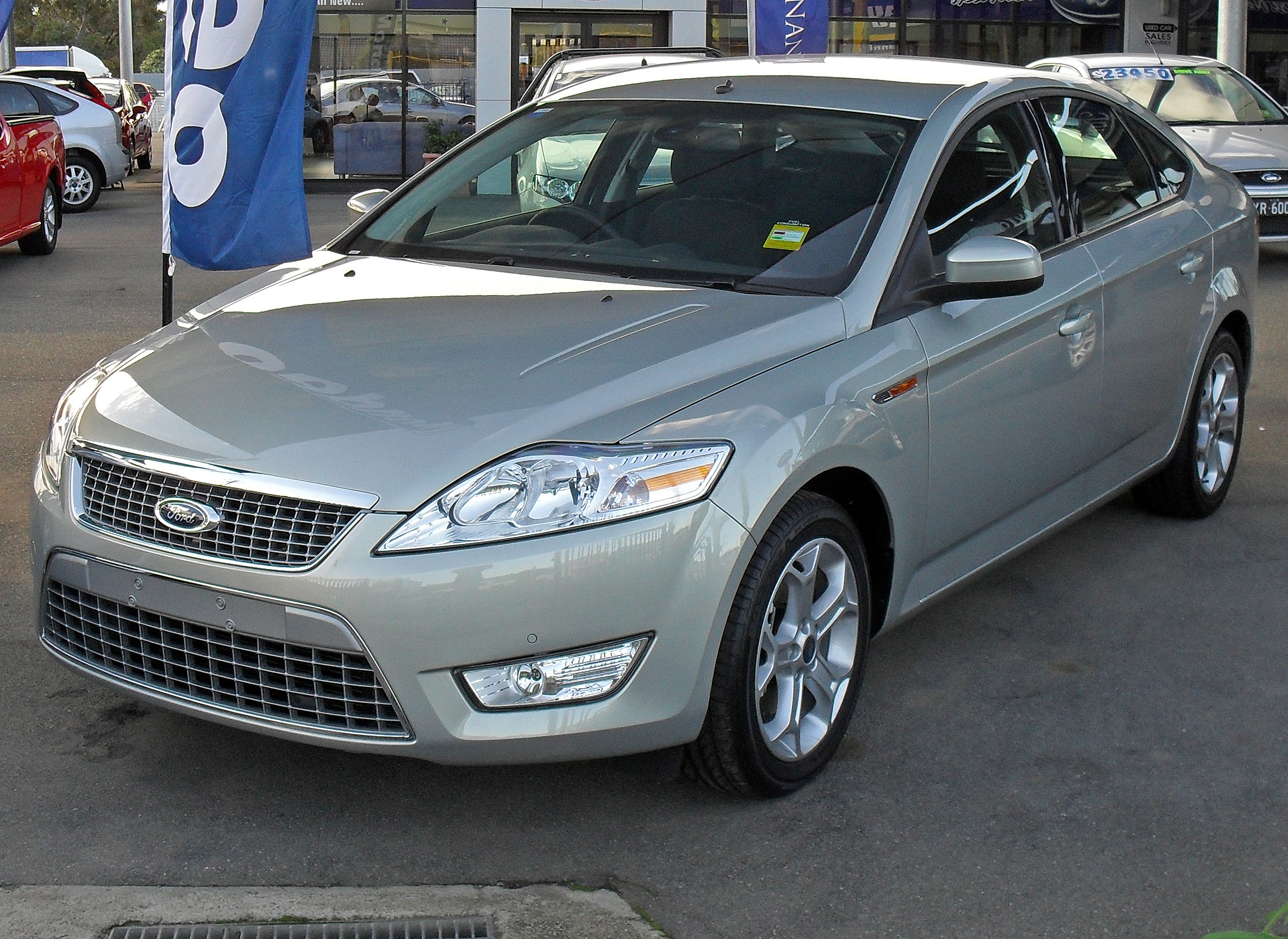
Ford Mondeo III

La Mondeo di terza generazione è basata sulla piattaforma EUCD sviluppata con Volvo, la stessa utilizzata sulle monovolume Galaxy e S-MAX. Il design è stato anticipato dalla concept Ford Iosis presenta al salone di Francoforte del 2005. La nuova vettura, con carrozzeria station wagon, è stata lanciata in forma "prototipale" al salone di Parigi nel settembre 2006. Come per il modello precedente, la Mondeo Mk IV non è stata commercializzata negli Stati Uniti o in Canada. Nel settembre 2010 è stata introdotta la versione restyling con alcune modifiche, come i nuovi motori EcoBoost e le luci diurne a LED. La produzione è terminata nel 2014.

## Quarta serie (2014-2022)

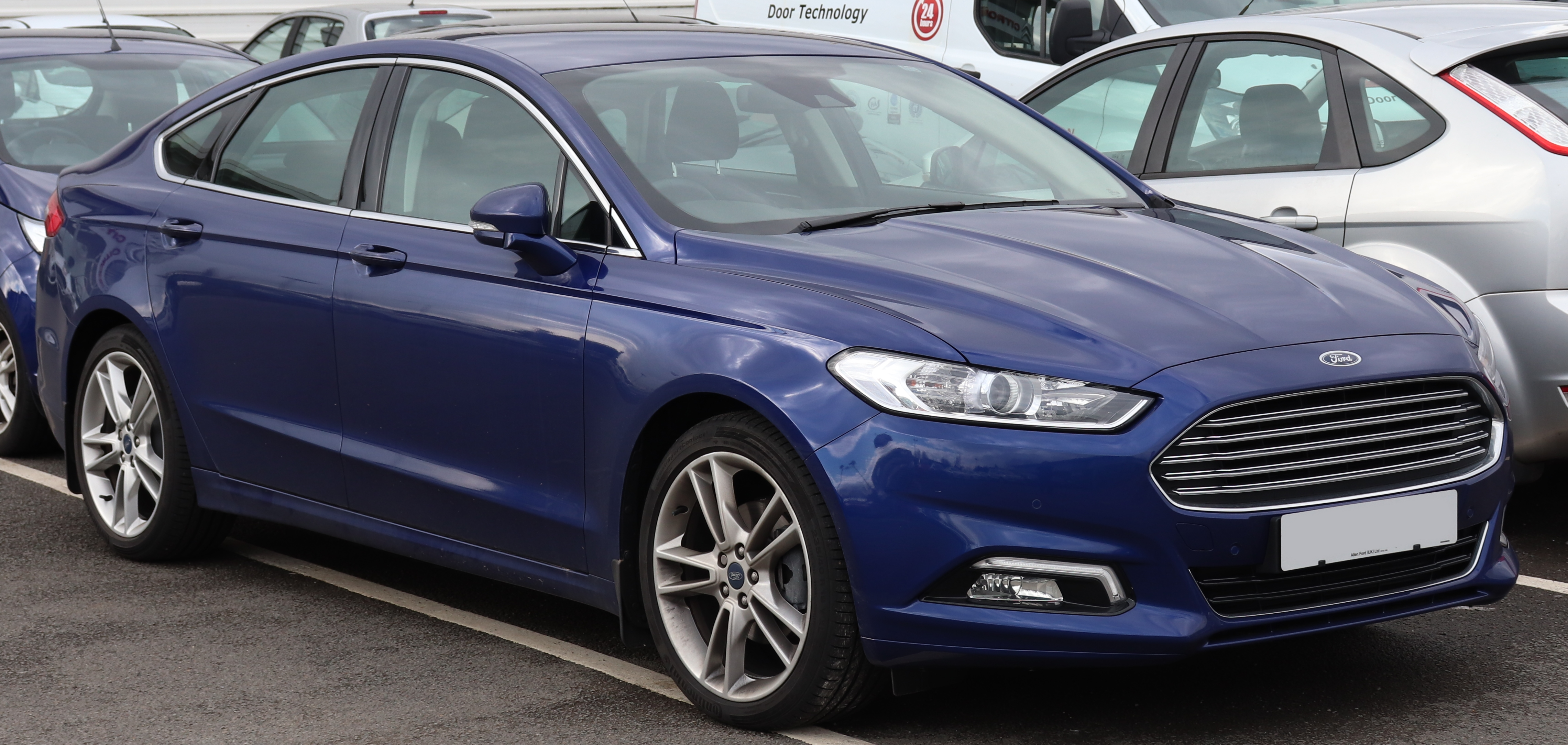
Mondeo IV

La Mondeo di quarta generazione è stata presentata da Ford al North American International Auto Show del 2012 a Detroit. Nelle causa della fusione di entrambi i modelli, il veicolo viene venduto come Ford Fusion. Progettato a Detroit per il mercato globale, il nuovo modello riprende molti spunti stilistici dalla precedente generazione e dalla vecchia Ford Fusion americana. Come le coeve Focus III e della Fiesta VI che l'hanno preceduta, la nuova Mondeo è realizzata su una piattaforma globale condivisa con altri modelli. La gamma non comprende più motori a cinque o sei cilindri, ma solo motori Ford EcoBoost a quattro cilindri.
La produzione della Mondeo è cessata nello stabilimento di Valencia nel marzo 2022.

## Quinta serie (dal 2022)

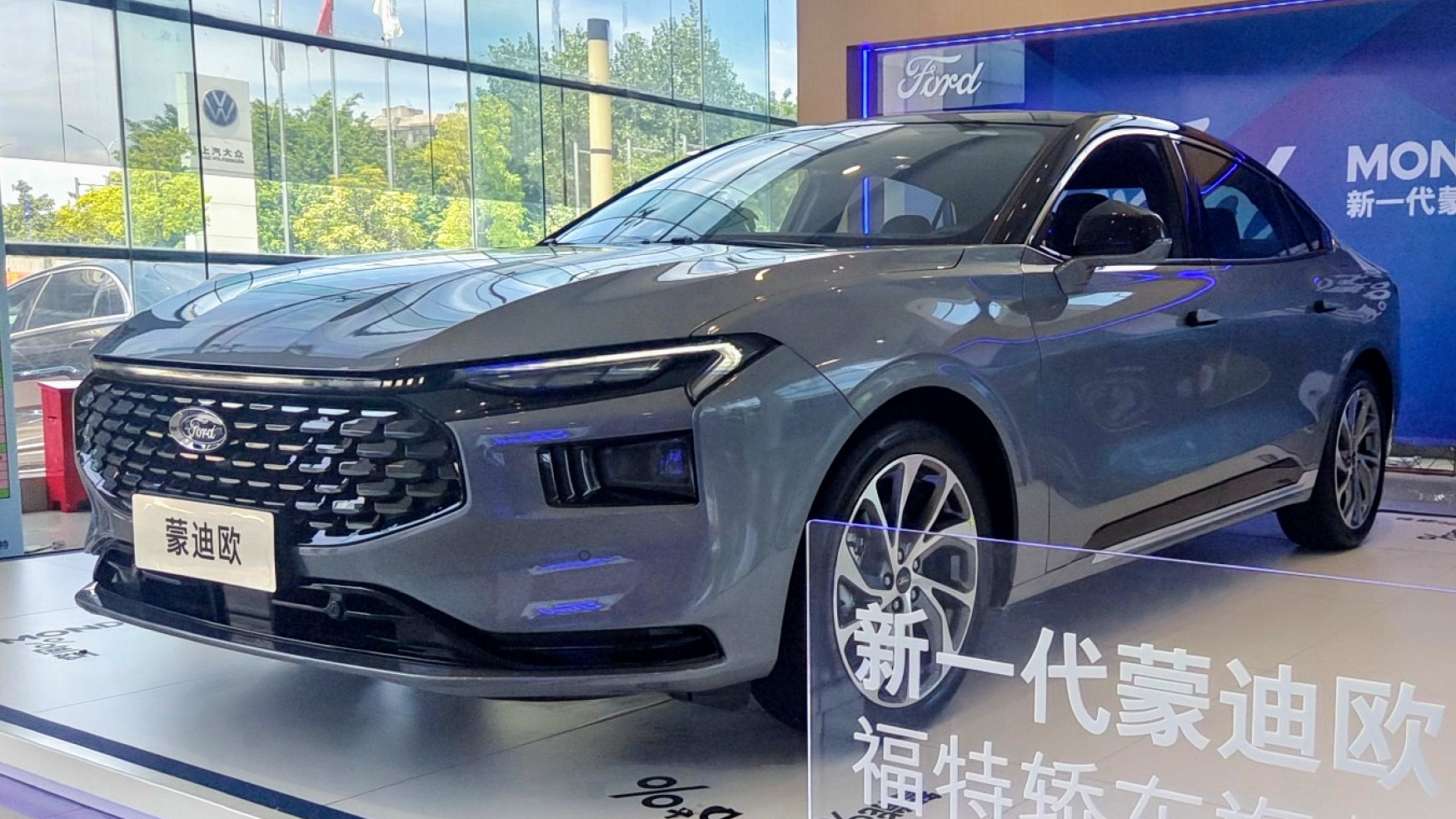
Mondeo V

Dopo aver cessato la produzione della Mondeo nello stabilimento di Valencia nel marzo 2022, la Mondeo di quinta generazione è stata lanciata in Cina nel gennaio 2022, dove viene anche assemblata. Il modello, poiché le vendite della quarta generazione Mondeo sono diminuite, non viene più commercializzato in Europa e Nord America, ma esclusivamente in Cina e anche in Medio Oriente (qui con il nome di Ford Taurus).

## Sicurezza automobilistica
Per quanto riguarda la sicurezza automobilistica, la Mondeo è stata sottoposta per cinque volte ai crash test dell'EuroNCAP totalizzando i risultati di 2,5 stelle nel 1997, 4 stelle nel test del 2001 (risultato poi ripetuto nel 2002) e di 5 stelle in quelli del 2007 e del 2014.